# Informační exploze
Informační exploze je pojem popisující rapidní nárůst publikovaných informací a následný proces přehlcení informacemi a nesnadností se v nich zorientovat.
Čím je větší množství informací, tím hůře se informace zpracovávají. Informační exploze je pojem příslušící k mnoha oblastem lidského života. Pojem byl poprvé použit v roce 1964 v magazínu New Statement. Výrazně je informační exploze znatelná v žurnalistice, kde jsou novináři přehlceni velkým množstvím informací, které mají protřídit a vybrat ty kvalitní a relevantní k dalšímu šíření. Snahou o překonání informační exploze je kvalitativní výzkum informací a stejně tak organizace dat, jejich syntéza, kategorizace a systematizace.